# Сысков, Игорь Васильевич
Игорь Васильевич Сысков — советский хозяйственный, государственный и политический деятель, Герой Социалистического Труда.

## Биография
Родился в 1929 году в деревне Сыскова. Член КПСС.
С 1952 года — на хозяйственной, общественной и политической работе. В 1952—1989 гг. — колхозник, звеньевой овощеводческого звена совхоза «Четкаринский» Пышминского района Свердловской области.
Указом Президиума Верховного Совета СССР от 8 апреля 1971 года за выдающиеся успехи, достигнутые в развитии сельскохозяйственного производства и выполнении пятилетнего плана продажи государству продуктов земледелия и животноводства, присвоено звание Героя Социалистического Труда с вручением ордена Ленина и золотой медали «Серп и Молот».
Делегат XXV съезда КПСС.
Живёт в деревне Сыскова Пышминского района.